# 台中市立台中女子高級中等学校

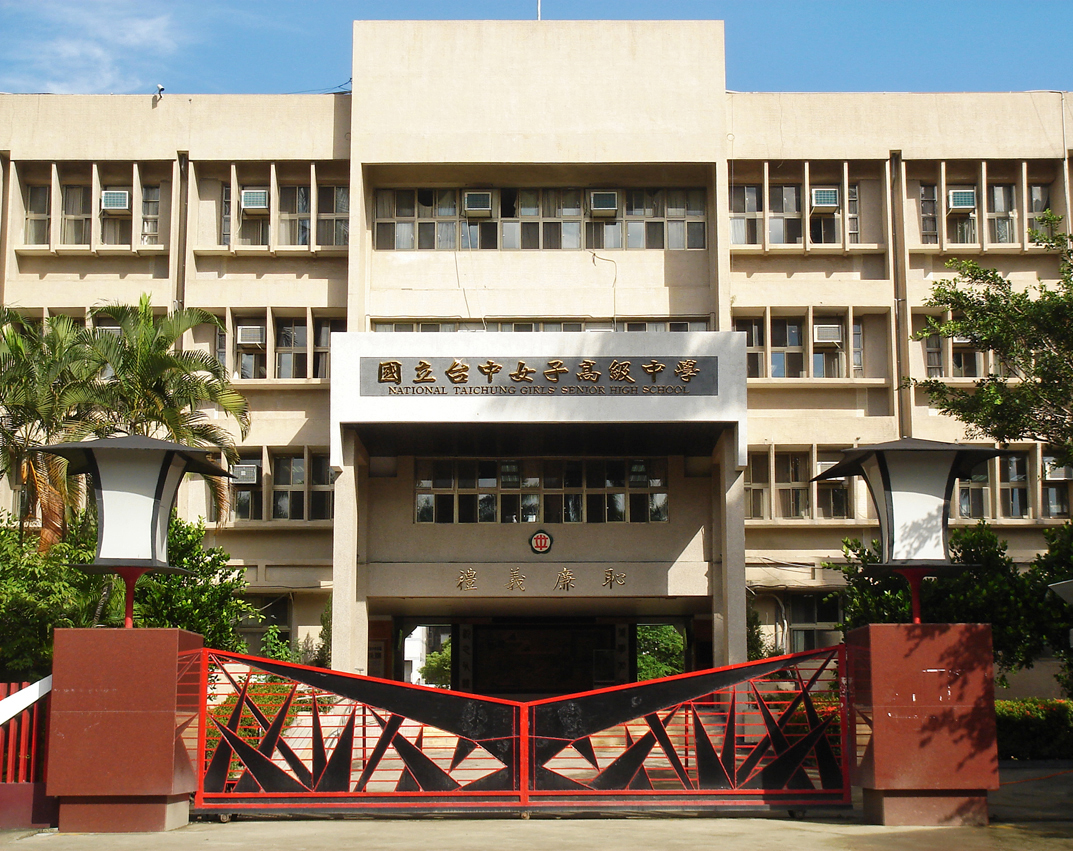
校門

台中市立台中女子高級中等学校（たいちゅうしりつたいちゅうじょしこうきゅうちゅうとうがっこう）は、1919年に創立された、中華民国台中市にある普通型高級中等学校であり、台中市にある2つの女子中学の1つである。略称は台中女中。

## 歴史
- 1919年4月1日に公立台中高等女学校として創立。（2年制）。
- 1921年，台中州立台中高等女学校に改称され4年制となる。
- 1941年，台中州立台中第二高等女学校の新設に伴い台中州立台中第一高等女学校に改称。
- 1945年中華民国政府が台湾を占領し、台湾省立台中第一高等女学校に改称。
- 1947年12月，台湾省立台中女子中学に改称。三三制の完全女子中学となる。
- 1968年，省辦高中，縣市辦初中政策により、当時の市一中と市二中の高中部女学生を受け入れ、9年の国民教育政策により初中部が停止され台湾省立台中女子高級中学に改組された。
- 2000年2月1日，台湾省政府功能業務・組織調整政策により、国立台中女子高級中学に改称[1]。
- 2017年1月1日，台中市教育局に移管され、台中市立台中女子高級中等学校に改称。